# Rete filoviaria di Milano
La rete filoviaria di Milano è composta di 4 linee urbane:
- linea 90 (Circolare destra) Viale Isonzo - Lotto M1 M5
- linea 91 (Circolare sinistra) Viale Isonzo - Lotto M1 M5
- linea 92 Bovisa FN (Via Durando via Cosenz) - Viale Isonzo
- linea 93 Lambrate FS M2 - Viale Omero

## Storia

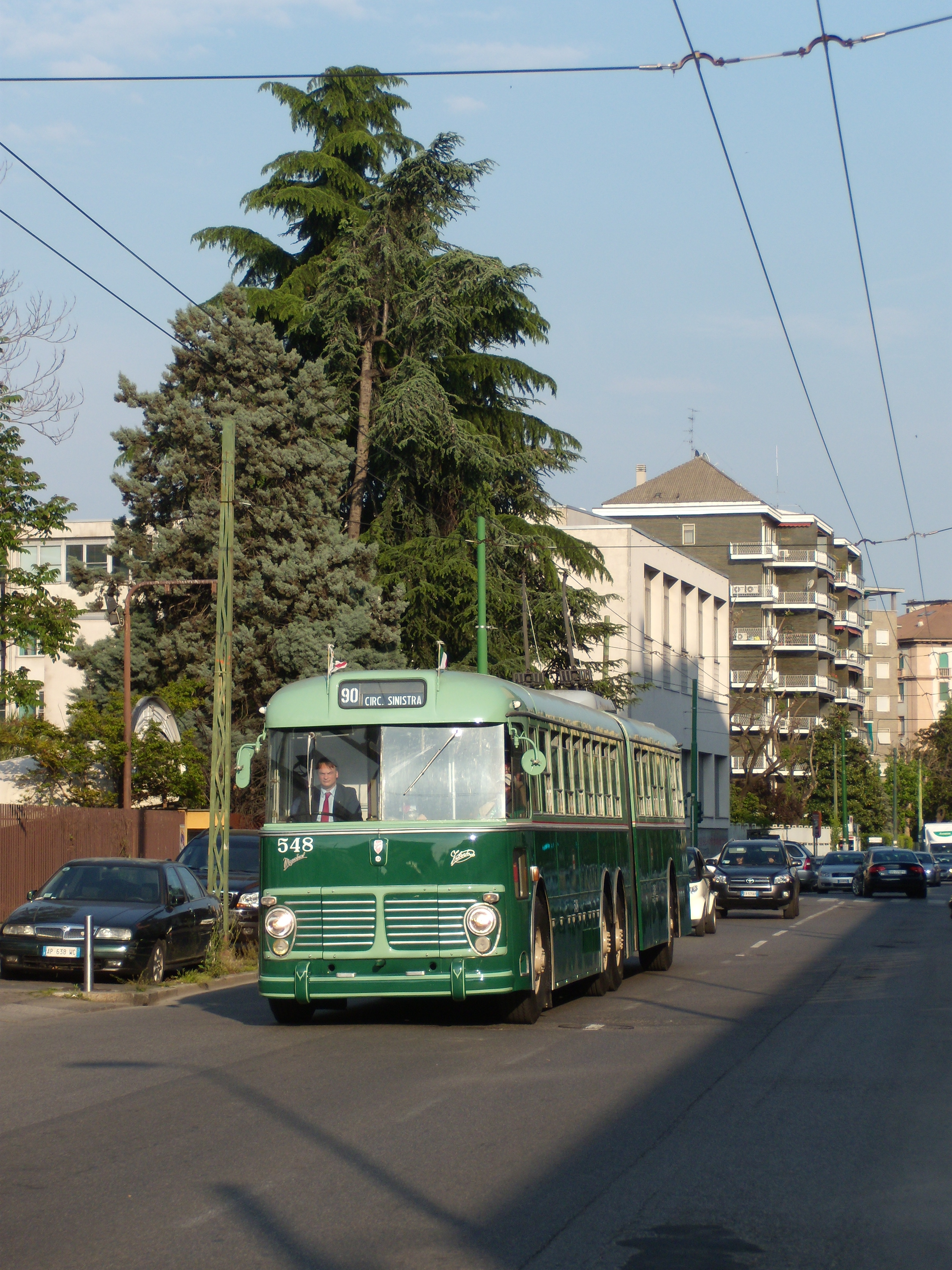
Il "Vibertone" 548, restaurato nel 2009 in occasione del 75° della rete filoviaria milanese, in via Tertulliano

Il primo filobus venne sperimentato nel capoluogo lombardo nel 1906, quando, in occasione dell'Esposizione Internazionale, la Società per la Trazione Elettrica impiantò una linea che percorreva il recinto esterno dei padiglioni della Piazza d'Armi, mentre il primo regolare servizio cittadino va fatto risalire al 1933, con l'apertura della breve linea 81 (Piazza Spotorno - Piazza Dergano).
La rete filoviaria fu sospesa gradualmente fra il novembre 1942 e il luglio 1943, principalmente a causa della penuria di pezzi di ricambio per la manutenzione dei veicoli; i bombardamenti infatti avevano riportato danni minimi ai depositi e alle linee aeree (il deposito Molise sopravvisse indenne al conflitto, quello provvisorio di Via Salmini fu distrutto il 13 agosto), e gli attacchi più distruttivi sarebbero giunti solo nel mese di agosto.
Fra i danni dei bombardamenti e le requisizioni effettuate dalle forze tedesche, la rete risultava completamente inagibile alla fine del conflitto: la prima linea a tornare in funzione fu la CE (parte dell’attuale 90/91) nel dicembre 1945, seguita dalle linee CD e CS (successivamente 96 e 97) nel 1947; le linee 81 e 82 riaprirono invece nei primi anni ‘50.
Nei decenni successivi la rete si sviluppò rapidamente, con l'apertura di linee radiali e tangenziali. Anche la nuova circolare esterna (CE, poi 90/91) fu realizzata come filovia.
Negli anni settanta ATM presentò un progetto di linea tranviaria veloce con i tram della serie 4900 (costruiti proprio per questo progetto) lungo la circonvallazione esterna, che avrebbe sostituito la filovia circolare 90/91.Tale progetto rimase tuttavia irrealizzato.
Negli anni successivi numerose filovie furono trasformate in autolinee, eliminando la linea aerea. Precisamente:
- 81 e 82 (27 settembre 1976)
- 83 ed MB (25 ottobre 1976)
- 95 (20 settembre 1977)
- 96/97 (5 marzo 1979)
- 84 (6 febbraio 1984).

Negli anni successivi, anche per l'abbandono del progetto tranviario per la linea 90/91, non vi furono più interventi sulla rete, se si eccettua qualche limitata modifica di percorso.
Gli sforzi attuali sono concentrati sulla velocizzazione delle linee, con la realizzazione di corsie riservate. I progetti per l'estensione della rete non sono mai usciti dallo stato di semplici proposte.

## Linee filoviarie dal 1933
| Linea                                                                     | Apertura dell'esercizio | Sospensione del servizio | Riattivazione del servizio | Soppressione della linea         | Cambio di nome           | Trasformazione in linea automobilistica |
| ------------------------------------------------------------------------- | ----------------------- | ------------------------ | -------------------------- | -------------------------------- | ------------------------ | --------------------------------------- |
| 81 V.le Brianza (ang. p.le Loreto) - Dergano (p.za Dergano)               | 1933                    |                          |                            | 1937                             |                          |                                         |
| 81 V.le Brianza - Via Jona                                                | 1939                    | 1943                     |                            |                                  |                          |                                         |
| 81 P.za IV Novembre - Via Soffredini                                      | 1949                    |                          |                            |                                  |                          | 1976                                    |
| 82 P.za Spotorno - Dergano (p.za Dergano)                                 | 1936                    | 1942                     |                            |                                  |                          |                                         |
| DB (Dergano - Boschetti) P.za Santo Stefano - Dergano (p.za Dergano)      | 1950                    |                          |                            |                                  | 1951 (rinumerata 82)     |                                         |
| 82 Via Albricci - Bovisa (via Varè)                                       | 1951                    |                          |                            |                                  |                          | 1976                                    |
| 83 V.le Campania (ang. c.so XXII Marzo) - P.za Spotorno                   | 1940                    | 1943                     |                            |                                  |                          |                                         |
| RO (Rogoredo - Ospedale) P.za Santo Stefano - Via Benefattori d. Ospedale | 1940                    | 1942                     |                            |                                  |                          |                                         |
| 83 Via Palazzo Reale - Via Palanzone / Bresso                             | 1952                    |                          |                            |                                  | 1970 (nascita MB)        | 1976                                    |
| MB (Milano - Bresso) Via Montebello - Bresso (p.za Immacolata)            | 1970                    |                          |                            |                                  |                          | 1977                                    |
| 84 Via Albricci - Stazione Rogoredo FS                                    | 1960                    |                          |                            |                                  |                          | 1984                                    |
| CE (Circolare Esterna) Via Tibaldi (ang. via Meda) - P.le Lugano          | 1936                    | 1943                     | 1945                       | 1949 (sostituita da CE 1 e CE 2) |                          |                                         |
| CE / (Circolare Esterna) V.le Umbria (ang. p.le Lodi) - P.za Spotorno     | 1947                    |                          |                            |                                  | 1949 (rinumerata CE 2 /) |                                         |
| CE 1 (Circolare Esterna) Via Tibaldi (ang. via Meda) - P.le Lugano        | 1949                    |                          |                            | 1951 (sostituita da 90 e 91)     |                          |                                         |
| CE 2 (Circolare Esterna) Viale Umbria - P.le Lotto                        | 1949                    |                          |                            | 1951 (sostituita da 90 e 91)     |                          |                                         |
| CE 2 / (Circolare Esterna) ?                                              | 1949                    |                          |                            | 1951                             |                          |                                         |
| 90 Circolare esterna destra                                               | 1951                    |                          |                            |                                  |                          | in servizio                             |
| 91 Circolare esterna sinistra                                             | 1951                    |                          |                            |                                  |                          | in servizio                             |
| 92 Lodi M3 - Bovisa                                                       | 1951                    |                          |                            |                                  |                          | in servizio                             |
| 93 V.le Omero - Stazione Lambrate FS                                      | 1951                    |                          |                            |                                  |                          | in servizio                             |
| 95 Via Modica - Stazione Rogoredo FS                                      | 1967                    |                          |                            |                                  |                          | 1977                                    |
| CD (Circolare - Destra) Circolare interna destra                          | 1941                    | 1943                     | 1947                       |                                  | 1951 (rinumerata 96)     |                                         |
| CS (Circolare - Sinistra) Circolare interna sinistra                      | 1941                    | 1943                     | 1947                       |                                  | 1951 (rinumerata 97)     |                                         |
| 96 Circolare interna destra                                               | 1951                    | 1967                     | 1970                       |                                  |                          | 1979                                    |
| 97 Circolare interna sinistra                                             | 1951                    | 1967                     | 1970                       |                                  |                          | 1979                                    |

### Cronologia delle singole linee filoviarie

La rete filoviaria nel 1975, alla massima estensione.

Fine anni '50 o inizio anni '60: Filobus della linea 90, circonvallazione destra

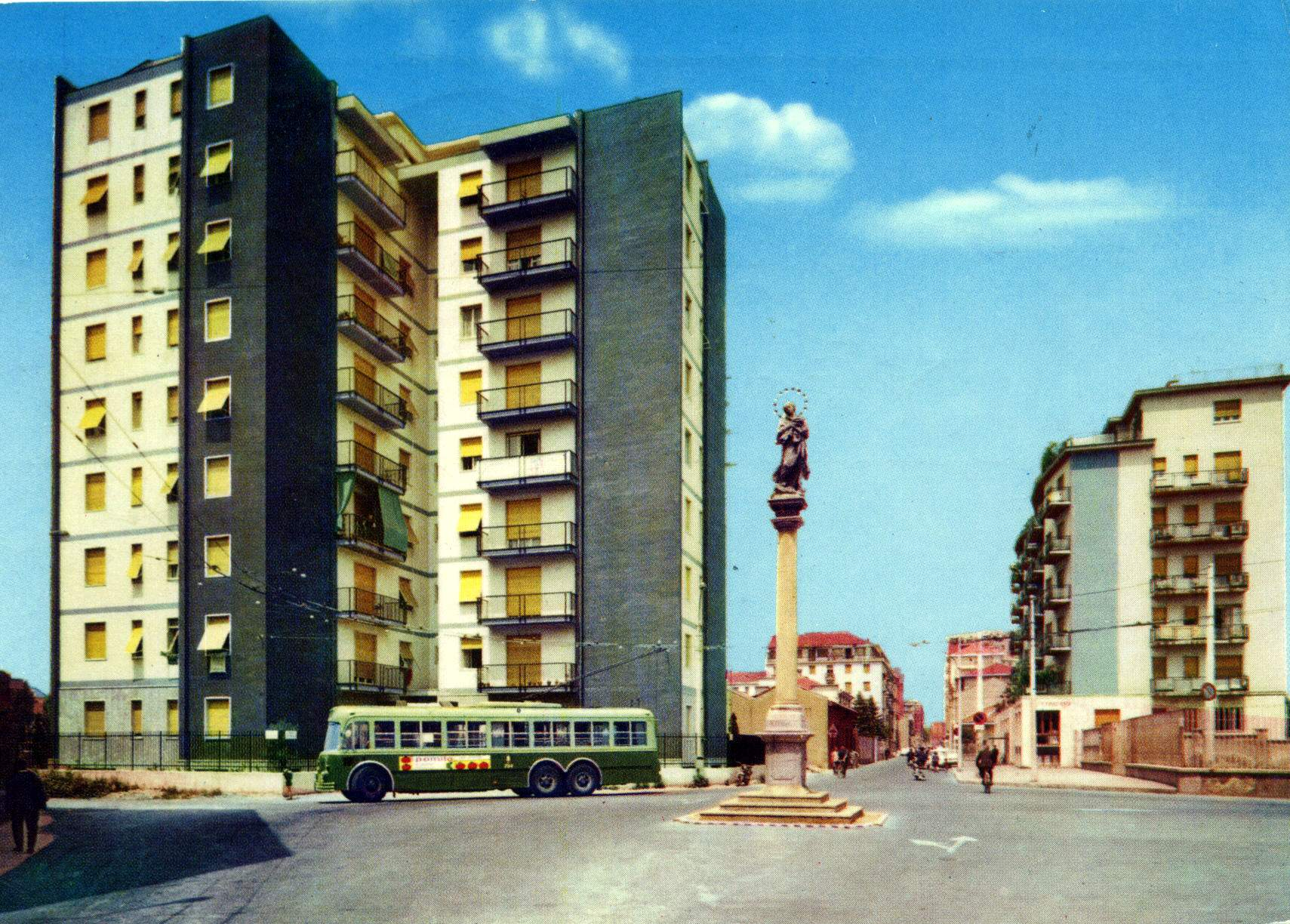
Anni '60: Filobus della linea 83 al capolinea di Bresso

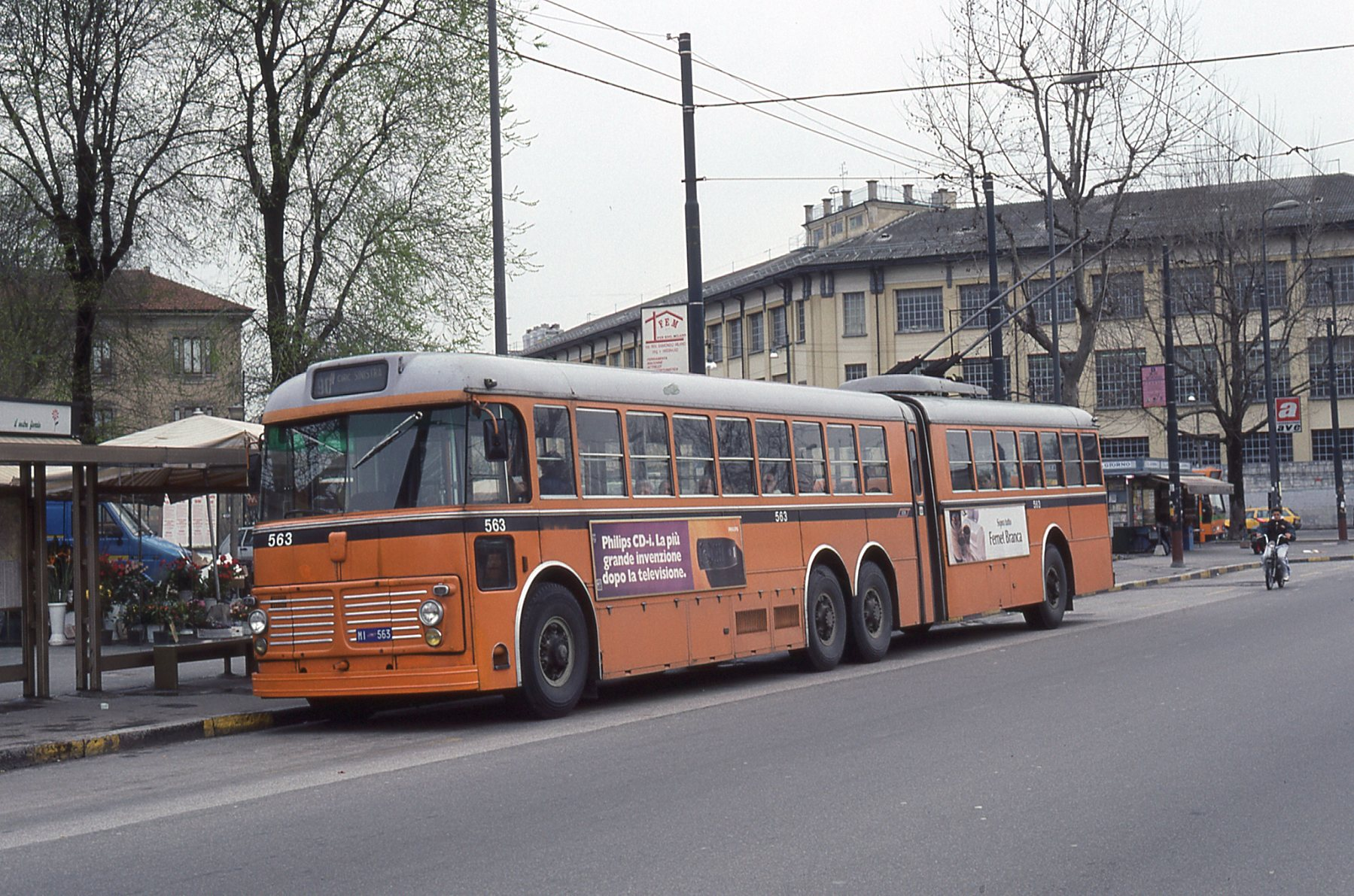
Un filobus a quattro assi in servizio a Milano nel marzo del 1993

#### Storiche
81
- 1933: Piazza Spotorno - Dergano (piazza Dergano)

28 ottobre 1933: Piazzale Loreto - Dergano (piazza Dergano)
9 maggio 1937: soppressa
- 29 aprile 1939: Piazzale Loreto - Via Porto Corsini

5 luglio 1943: soppressa
- 20 novembre 1949: Piazza IV Novembre (Stazione Centrale) - Via Breda (ang. via Rucellai)

17 settembre 1962: Piazza IV Novembre (Stazione Centrale) - Via Soffredini (ang. via Sant'Uguzzone)
27 settembre 1976: soppressa e sostituita dalla linea automobilistica 81
82
- 16 novembre 1936: Piazza Spotorno - Dergano (piazza Dergano)

10 novembre 1942: soppressa
- 19 novembre 1951: Piazza Santo Stefano - Dergano (piazza Dergano)

9 giugno 1952: Piazza Missori - Dergano (piazza Dergano)
16 aprile 1963: Piazza Missori - Bovisa (via Maffucci ang. via Candiani)
18 novembre 1964: Piazza Missori - Bovisa (via Varè)
5 febbraio 1967: Via Montebello (ang. via Turati) - Bovisa (via Varè)
20 febbraio 1967: Via Principe Amedeo - Bovisa (via Varè)
27 settembre 1976: soppressa e sostituita dalla linea automobilistica 82
83
- 12 agosto 1940: Piazza Spotorno - Viale Campania (ang. corso XXII Marzo)

5 luglio 1943: soppressa
- 15 dicembre 1952: Via Larga - Niguarda (via Palanzone)

9 ottobre 1960: Via Larga - Bresso (piazza Immacolata)
28 luglio 1961: Piazza Santo Stefano - Bresso (piazza Immacolata)
28 novembre 1963: Via Palazzo Reale (ang. via Santa Tecla) - Bresso (piazza Immacolata)
5 febbraio 1967: Via Montebello (ang. via Turati) - Bresso (piazza Immacolata)
9 marzo 1970: Via Montebello (ang. via Turati) - Niguarda (via Palanzone); istituzione della linea MB per le corse prolungate a Bresso
25 maggio 1976: soppressa
84
- 9 ottobre 1960: Via Larga - Stazione Rogoredo FS

16 novembre 1971: Piazza Missori - Stazione Rogoredo FS
19 novembre 1979: Largo Augusto - Stazione Rogoredo FS
6 febbraio 1984: soppressa e sostituita dalla linea automobilistica 84
95
- 2 ottobre 1967: Stazione Rogoredo FS - Via Modica

1º giugno 1970: Stazione Rogoredo FS - Piazza Miani
20 settembre 1977: soppressa e trasformata in linea automobilistica 95
96
Circolare interna destra
- 1º novembre 1951: Via Minghetti (Stazione Cadorna FNM) - Piazza Cavour - Via Minghetti (Stazione Cadorna FNM)

5 febbraio 1967: soppressa
9 marzo 1970: Via Minghetti (Stazione Cadorna FNM) - Piazza Cavour - Via Minghetti (Stazione Cadorna FNM)
5 marzo 1979: soppressa e sostituita dalla linea automobilistica 96 soppressa poi nel 1996.
97
Circolare interna sinistra
- 1º novembre 1951: Via Minghetti (Stazione Cadorna FNM) - Piazza Cavour - Via Minghetti (Stazione Cadorna FNM)

5 febbraio 1967: soppressa
9 marzo 1970: Via Minghetti (Stazione Cadorna FNM) - Piazza Cavour - Via Minghetti (Stazione Cadorna FNM)
5 marzo 1979: soppressa e sostituita dalla linea automobilistica 97 soppressa poi nel 1996.
CD
Circolare interna destra
- 17 novembre 1941: Stazione Cadorna FNM - Piazza Cavour - Stazione Cadorna FNM

26 aprile 1943: soppressa
14 giugno 1947: Stazione Cadorna FNM - Piazza Cavour - Stazione Cadorna FNM
1º novembre 1951: rinumerata 96
CS
Circolare interna sinistra
- 17 novembre 1941: Stazione Cadorna FNM - Piazza Cavour - Stazione Cadorna FNM

26 aprile 1943: soppressa
14 giugno 1947: Stazione Cadorna FNM - Piazza Cavour - Stazione Cadorna FNM
1º novembre 1951: rinumerata 97
CE
Circolare esterna
- 16 novembre 1936: Viale Jenner - Piazzale Susa

9 maggio 1937: Viale Jenner - Viale Campania (ang. corso XXII Marzo)
1º settembre 1937: Piazzale Lugano - Viale Campania (ang. corso XXII Marzo)
28 ottobre 1938: Piazzale Lugano - Viale Molise (ang. via Cadibona)
26 giugno 1939: Piazzale Lugano - Piazzale Lodi
5 luglio 1943: soppressa
10 settembre 1945: Piazza Luigi di Savoia (Stazione Centrale) - Viale Umbria (ang. via Colletta)
12 giugno 1946: Piazza Spotorno - Viale Umbria (ang. via Colletta)
16 novembre 1947: Piazzale Lugano - Viale Umbria (ang. via Colletta)
25 giugno 1948: Piazzale Lugano - Piazzale Lodi
1º novembre 1948: Piazzale Lugano - Viale Tibaldi (ang. via Meda)
25 aprile 1949: sostituita dalle linee CE 1 e CE 2
CE /
Circolare esterna
17 aprile 1947: Piazza Spotorno - Viale Umbria (ang. via Colletta)
1º novembre 1948: Piazza Spotorno - Piazzale Cuoco
31 gennaio 1949: Piazza Spotorno - Piazzale Lodi
25 aprile 1949: rinumerata CE 2 /
CE 1
Circolare esterna destra (ramo nord-est)
25 aprile 1949: Piazzale Nigra - Viale Tibaldi (ang. via Meda)
2 maggio 1951: Piazzale Lugano - Viale Tibaldi (ang. via Meda)
1º ottobre 1951: sostituita dalle linee 90 e 91
CE 2
Circolare esterna (ramo sud-ovest)
25 aprile 1949: Viale Monteceneri (ang. viale Certosa) - Piazzale Lodi
2 maggio 1951: Piazzale Lotto - Piazzale Lodi
1º ottobre 1951: sostituita dalle linee 90 e 91
CE 2 /
Circolare esterna barrata
25 aprile 1949: Piazza Spotorno - Piazzale Lodi
2 maggio 1951: ?
1º ottobre 1951: sostituita dalle linee 90 e 91
DB
Dergano - Boschetti
1º aprile 1950: Via Senato (ang. via Marina) - Dergano (piazza Dergano)
15 maggio 1950: Piazza Santo Stefano - Dergano (piazza Dergano)
19 novembre 1951: rinumerata 82
MB
Milano - Bresso
9 marzo 1970: Via Montebello (ang. via Turati) - Bresso (piazza Immacolata)
25 maggio 1976: soppressa e sostituita dalla linea automobilistica MB
RO
Rogoredo - Ospedale
24 agosto 1940: Piazza Santo Stefano - Ospedale Maggiore (piazza Benefattori dell'Ospedale ang. via Zubiani)
10 novembre 1942: soppressa

#### In esercizio

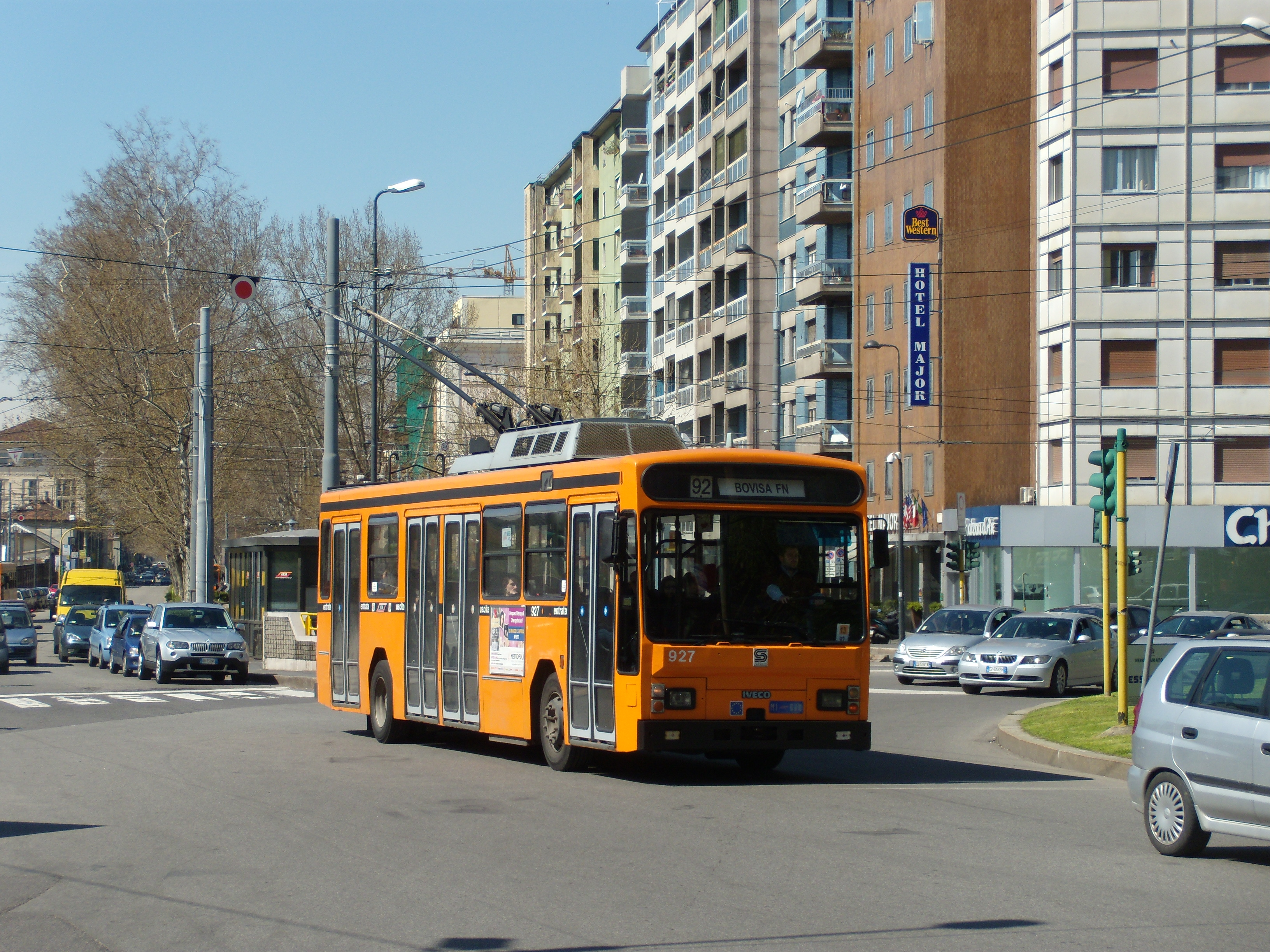
Un Socimi (su telaio Iveco 2470) di II serie, il numero 927, appena partito dal capolinea della 92 in viale Isonzo.

90
Circolare esterna destra
- 1º ottobre 1951: Piazzale Lotto - Viale Umbria - Piazzale Lotto

17 aprile 1953: Piazzale Lotto - Viale Isonzo - Piazzale Lotto
Dal 30 settembre 2011 è stata inoltre istituita la linea N90, che effettua servizio notturno giornaliero dalle 24.00 alle 5.40.
91
Circolare esterna sinistra
- 1º ottobre 1951: Piazzale Lotto - Viale Umbria - Piazzale Lotto

17 aprile 1953: Piazzale Lotto - Viale Isonzo - Piazzale Lotto
Dal 30 settembre 2011 è stata inoltre istituita la linea N91, che effettua servizio notturno giornaliero dalle 24.00 alle 5.40.
92
- 1º ottobre 1951: Viale Umbria - Viale Monte Ceneri (ang. viale Certosa)

17 aprile 1953: Viale Isonzo (Piazza Trento) - Viale Monte Ceneri (ang. viale Certosa)
5 novembre 1958: Viale Isonzo (Piazza Trento) - Piazzale Lugano
11 gennaio 1959: Viale Isonzo (Piazza Trento) - Bovisa (via Varè)
16 aprile 1963: Viale Isonzo (Piazza Trento) - Bovisa (via Cosenz)
17 aprile 1963: Viale Isonzo (Piazza Trento) - Bovisa (via Durando)
93
- 1º ottobre 1951: Piazzale Lotto - Piazzale Loreto

5 novembre 1958: Piazzale Lotto - Piazzale G. Rosa
19 giugno 1972: Via Caretta (piazzale Loreto) - Piazzale G. Rosa
21 aprile 1985: Via Caretta (piazzale Loreto) - Viale Omero (ang. via Ravenna)
2002: Via Caretta (piazzale Loreto) - Viale Omero (ang. via Fabio Massimo)
estate 2009 - 14 dicembre 2010: Via Caretta (piazzale Loreto) -- transito per Viale Romagna e Piazzale Susa -- Viale Omero (ang. via Fabio Massimo)
15 dicembre 2010: Piazza Bottini (Stazione Lambrate FS) - Viale Omero (ang. via Fabio Massimo)

## Mezzi
Parco filoviario dalle origini:
| 1    | 1    | FIAT 488/CGE                              | FIAT                 | 1  | 1933    | 2     |                                                                                                 | veicolo sperimentale |
| 301  | 301  | STIGLER/RANSOMES                          | MACCHI               | 1  | 1933    | 3     | 1961                                                                                            | ceduto museo S & T poi demolito |
| 302  | 302  | TURRINELLI AT4/S                          | OFF. FERR. MERID.    | 1  | 1937    | 3     | 1943                                                                                            | |
| 121  | 130  | Isotta Fraschini TS 40                    | STANGA/TIBB          | 10 | 1934/35 | 2     | 1944                                                                                            | |
| 141  | 144  | FIAT 656F/CGE                             | FIAT                 | 4  | 1936/37 | 2     | 1944                                                                                            | venduti 1944 SAER (PD) |
| 303  | 307  | TURRINELLI AT4/S                          | VARESINA             | 5  | 1936/37 | 3     | 1943                                                                                            | |
| 341  | 350  | FIAT 656F/CGE                             | FIAT                 | 10 | 1936/37 | 2     | entro 1949                                                                                      | 7 esemplari venduti alla SAER - BA e 2 ad AMT-VR. Filobus 344-345 ceduti BO dal 1940 al 1945                                                                           |
| 321  | 340  | ISOTTA FRASCHINI TS40                     | STANGA/TIBB          | 20 | 1937/38 | 2     | 1944/74                                                                                         | distrutti 10 cause belliche |
| 400  | 405  | FIAT 656F/MARELLI                         | VARESINA             | 6  | 1938    | 2     | 1944/64                                                                                         | danneggiati e ricostruiti* 400,1,4 da Macchi |
| 501  |      | ISOTTA FRASCHINI                          | STANGA/TIBB          | 1  | 1939    | art/3 | 1944                                                                                            | requisito esercito tedesco |
| 601  | 620  | ALFA ROMEO 110 AF/5                       | MACCHI/BREDA         | 20 | 1939/40 | 3     | 1962                                                                                            | distrutti 607,9,12,15,16,19 cause belliche |
| 631  | 640  | ALFA ROMEO 110 AF/5                       | VARESINA/BREDA       | 10 | 1939/40 | 3     | 1962                                                                                            | distrutti 632,6,9 cause belliche |
| 641  | 660  | FIAT 672F/BREDA                           | VARESINA             | 20 | 1940    | 3     | 1962                                                                                            | distrutti 9 - 9 ricostruiti da Caproni/Vizzola |
| 302  | 304  | ALFA ROMEO 110 AF/2                       | REGGIANE/TIBB        | 3  | 1941    | 3     | 1973                                                                                            | acquistati da ATAC (RM) - in serv. da 1951 |
| 502  | 520  | ISOTTA FRASCHINI TS40                     | STANGA/TIBB          | 19 | 1941/42 | art/3 | 1942/68                                                                                         | requisiti esercito tedesco 505,8,9,11,14,18,20 |
| 681  | 690  | FIAT 672F/BREDA                           | VARESINA             | 10 | 1942    | 3     | 1962                                                                                            | ricostruiti da Caproni/Vizzola 681,6,7 |
| 691  | 700  | TURRINELLI 2AT6/300                       | OEFT                 | 10 | 1942    | 3     | 1942/44                                                                                         | requisiti esercito tedesco |
| 621  | 630  | ALFA ROMEO 110 AF/8                       | MACCHI/CGE           | 10 | 1943/44 | 3     | 1968/69                                                                                         | |
| 451  | 451  | ALFA ROMEO 140 AF                         | SIAI MARCHETTI/TIBB  | 1  | 1949    | 3     | 1968                                                                                            | |
| 452  | 456  | ALFA ROMEO 140 AF                         | SIAI MARCHETTI/CGE   | 5  | 1949    | 3     | 1970                                                                                            | |
| 701  | 710  | FIAT 672F/CGE                             | CANSA                | 10 | 1949    | 3     | 1972                                                                                            | |
| 400R | 401R |                                           | MACCHI               | 2  | 1950    | 2     | 1961                                                                                            | rimorchi filoviari ex serie 400 |
| 404R | 404R |                                           | MACCHI               | 1  | 1950    | 2     | 1961                                                                                            | rimorchio filoviario ex serie 400 |
| 411  | 424  | FIAT 672F/MARELLI                         | CANSA                | 14 | 1950    | 3     | 1972/74                                                                                         | |
| 457  | 476  | ALFA ROMEO 140 AF                         | SIAI MARCHETTI/TIBB  | 20 | 1950/51 | 3     | 1977/78                                                                                         | |
| 425  | 434  | ALFA ROMEO 140 AF                         | BREDA/MARELLI        | 10 | 1951    | 3     | 1970/78                                                                                         | radiato 432 nel 1970 |
| 477  | 486  | ALFA ROMEO 140 AF                         | BREDA/TIBB           | 10 | 1951    | 3     | 1976/77                                                                                         | |
| 487  | 496  | FIAT 672F/TIBB                            | CANSA                | 10 | 1951    | 3     | 1978/79                                                                                         | |
| 711  | 735  | FIAT 672F/CGE                             | CANSA                | 25 | 1951/52 | 3     | 1981/85                                                                                         | ricostruito 721 da ATM 1970 |
| 311  | 320  | BREDA                                     | BREDA                | 10 | 1955/56 | 3     | 1964/65                                                                                         | |
| 435  | 437  | ALFA ROMEO 140 AF                         | CAPRONI/MARELLI      | 3  | 1956    | 3     | 1978                                                                                            | |
| 521  | 523  | ALFA ROMEO 140 AF                         | STANGA/MARELLI       | 3  | 1956    | art/4 | 1982                                                                                            | |
| 741  | 747  | ALFA ROMEO 140 AF                         | CAPRONI VIZZOLA/CGE  | 7  | 1956    | 3     | 1980/81                                                                                         | in prova 1974/5 ASGEN (GE) 744 |
| 341  | 365  | FIAT 2405/CGE                             | VIBERTI              | 25 | 1957/58 | 2     | 1983/85                                                                                         | |
| 524  | 533  | ALFA ROMEO 140 AF                         | STANGA/MARELLI       | 10 | 1958    | art/4 | 1979/81                                                                                         | |
| 801  | 815  | ALFA ROMEO 140 AF                         | MACCHI/MARELLI       | 15 | 1958    | 3     | 1979                                                                                            | |
| 438  | 445  | ALFA ROMEO 140 AF                         | CAPRONI VIZZOLA/TIBB | 8  | 1958/59 | 3     | 1976/77                                                                                         | |
| 541  | 580  | FIAT 2472F/CGE                            | VIBERTI              | 40 | 1958/59 | art/4 | 1991/97                                                                                         | 548 restaurato da ATM (2008) - 553 ceduto MNT La Spezia |
| 534  | 538  | ALFA ROMEO 911 AF                         | STANGA/TIBB          | 5  | 1959/60 | art/3 | 1975                                                                                            | |
| 748  | 757  | ALFA ROMEO 140 AF                         | CAPRONI VIZZOLA/CGE  | 10 | 1960    | 3     | 1979                                                                                            | |
| 816  | 825  | ALFA ROMEO 140 AF                         | CAPRONI/MARELLI      | 10 | 1960    | 3     | 1979                                                                                            | |
| 366  | 371  | FIAT 2405/CGE                             | VIBERTI              | 6  | 1960/61 | 2     | 1983/85                                                                                         | |
| 780  | 782  | FIAT 672F/BREDA                           | CAPRONI VIZZOLA      | 10 | 1962    | 3     | 1968/69                                                                                         | ex 681, 686, 687 ricostruiti e rinumerati |
| 831  | 851  | ALFA ROMEO 110 AF/5                       | "VARIE"/BREDA        | 20 | 1962    | 3     | 1966                                                                                            | ex serie 601/20 e 631/40 rinumerati |
| 771  | 779  | FIAT 672F/BREDA                           | CAPRONI VIZZOLA      | 8  | 1962    | 3     | 1969                                                                                            | ex serie 631/640 ricostruiti e rinumerati |
| 201  | 220  | ALFA ROMEO 1000/CGE                       | SEAC                 | 20 | 1963    | 2     | 1984/85                                                                                         | |
| 101  | 120  | ALFA ROMEO 1000/TIBB                      | SEAC                 | 20 | 1963/64 | 2     | 1984/88                                                                                         | demolito 110 nel 1978 |
| 581  | 635  | FIAT 2472F/CGE                            | VIBERTI              | 55 | 1964/65 | art/4 | 1991/96                                                                                         | ricostruito 583 da Mauri 1975 - pres. 583/604 |
| 001  | 001  | VOLVO B59-59/CGE                          | STANGA               | 1  | 1975    | 2     | 1981                                                                                            | prototipo - due porte |
| 999  | 999  | FIAT 2470/ANSALDO                         | MAURI                | 1  | 1983    | art/3 | pres.                                                                                           | prototipo - "baibus" sperimentale - ATM 1991 |
| 901  | 920  | FIAT 2470.12/CGE                          | SOCIMI               | 20 | 1984/85 | 2     | 2009 - tutti gli esemplari ceduti alla EGGED di Ruse, in Bulgaria                               | |
| 921  | 970  | FIAT 2470.12/ANSALDO                      | SOCIMI               | 50 | 1985/86 | 2     | 2009 - alcuni esemplari ceduti alla EGGED di Ruse, in Bulgaria 2024 - termine servizio a Milano | La vettura 955 è preservata come storica |
| 998  | 998  | FIAT 2471/MARELLI                         | VIBERTI              | 1  | 1986    | 2     | pres.                                                                                           | prototipo - trimodale |
| 1001 | 1001 | FIAT 2480/AEG                             | SOCIMI               | 1  | 1990    | art/3 | 2015                                                                                            | rinumerato 100 |
| 101  | 132  | FIAT 2480/AEG                             | MACCHI               | 32 | 1991/93 | art/3 | 2024                                                                                            | La vettura 122 è preservata come storica |
| 200  | 232  | BREDABUS 4001/AEG                         | BREDA                | 33 | 1992/94 | art/3 | 2024                                                                                            | La vettura 230 è preservata come storica |
| 300  | 307  | MAN/KIEPE-SKODA                           | AUTODROMO F18        | 8  | 1999/00 | art/3 | 2022                                                                                            | 300-301, 303-306 radiate nel 2020 307 radiata nel Dicembre 2021 302 radiata nel Giugno 2022                                                                            |
| 400  | 409  | IRISBUS CRISTALIS ETB18                   | IRISBUS              | 10 | 2006/07 | art/3 | 2024                                                                                            | 400, 403-404, 408 radiate nel 2022 401-402, 405, 409 radiate nel 2023 406-407 radiate nel 2024 Vetture 401-402, 405-407, 409 messe in vendita presso un concessionario |
| 700  | 744  | VAN HOOL AG300T NEW                       | VAN HOOL             | 45 | 2008/12 | art/3 | in serv.                                                                                        | marcia autonoma con generatori termici |
| 800  | 889  | SOLARIS TROLLINO IV 18 FACELIFT KIEPE IMC | SOLARIS              | 90 | 2019/20 | art/3 | in serv.                                                                                        | velette bianche, marcia autonoma di 15km con batteria, tecnologia "in-motion charging" Ulteriori vetture sono in corso di consegna                                     |

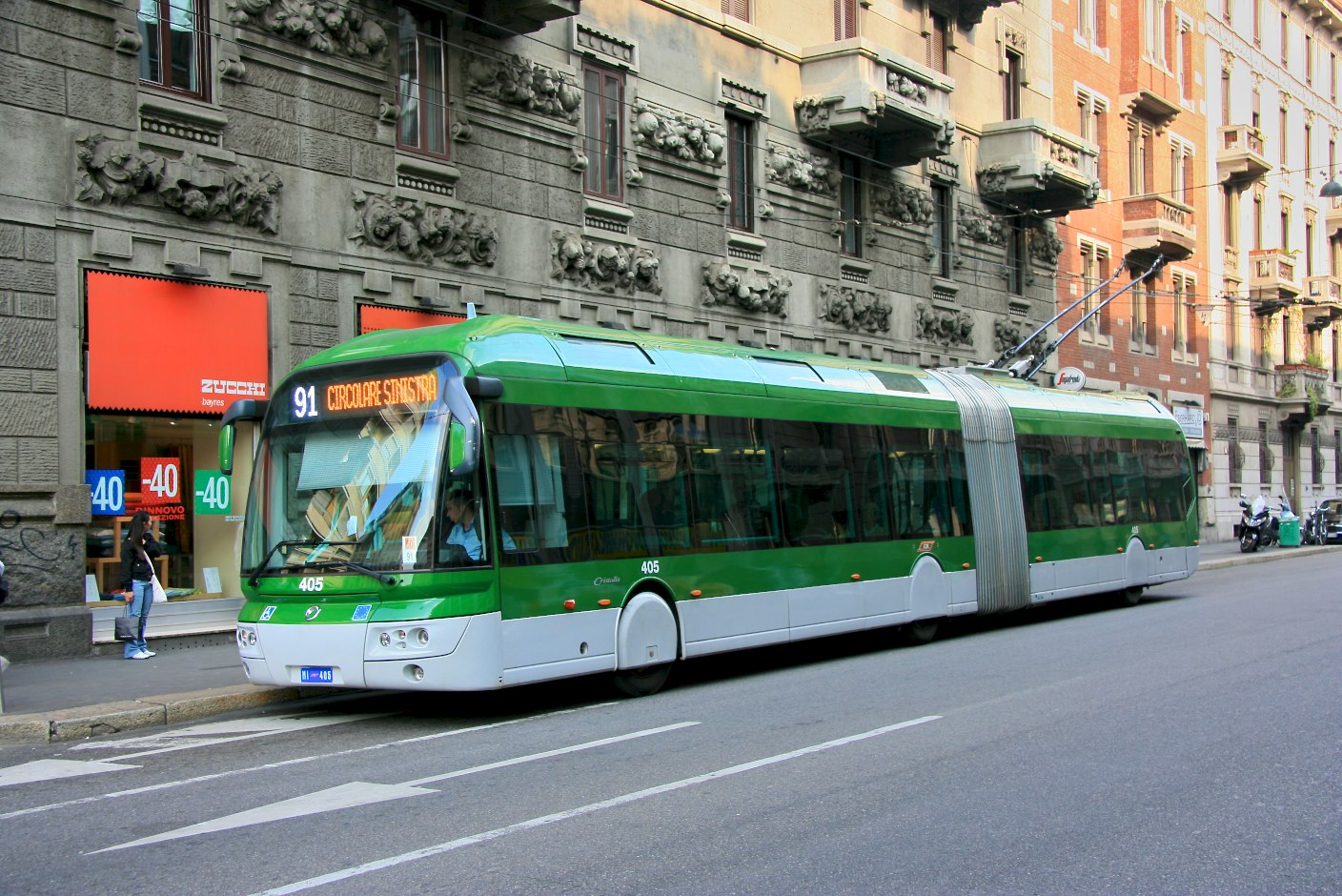
Un Irisbus Cristalis in via Stradivari

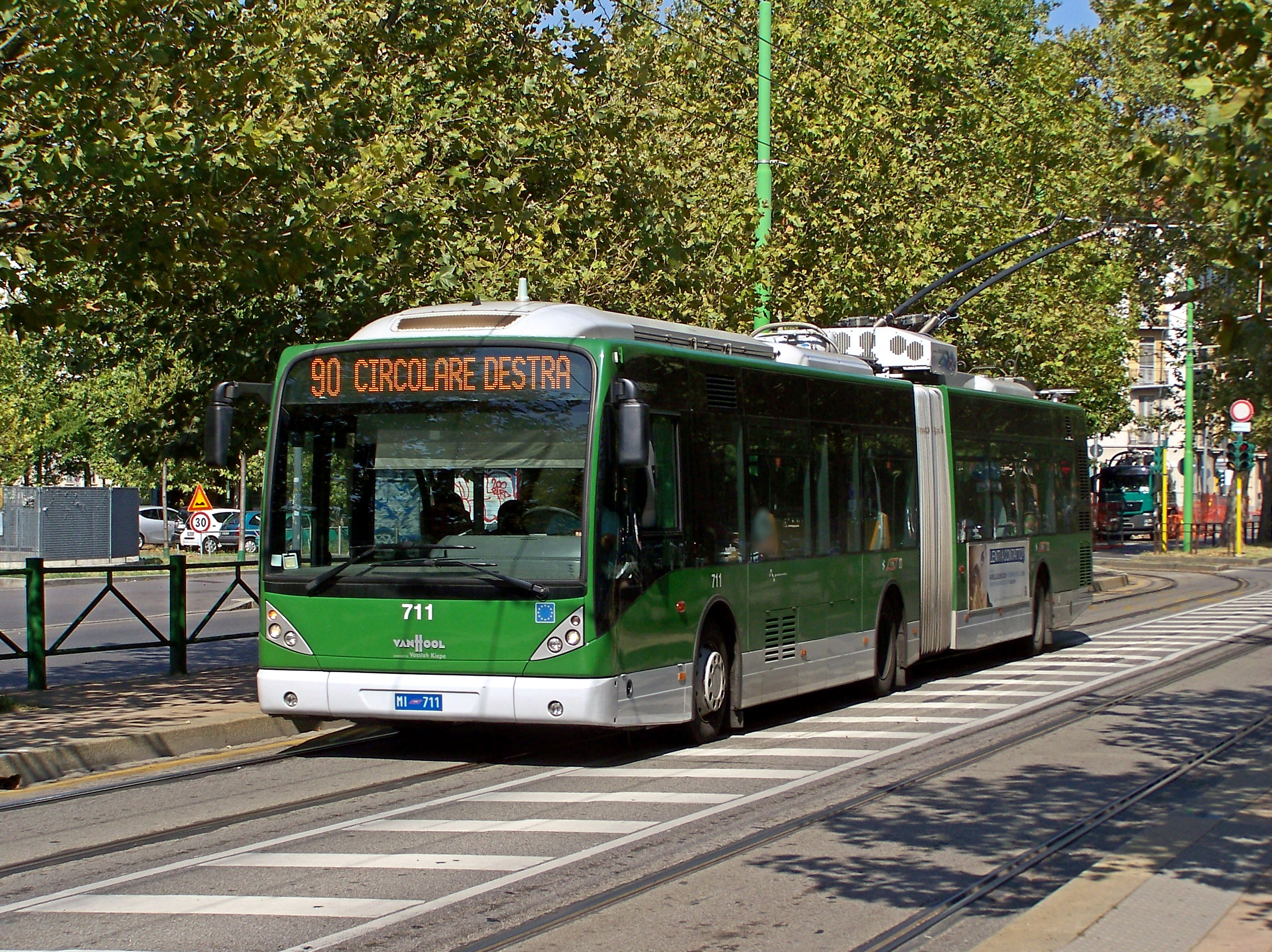
Un Van Hool AG300T in viale Tibaldi

## Depositi
Con l'apertura nel 1933 della prima linea filoviaria in servizio ordinario di Milano, la 81, si manifestò immediatamente la necessità di disporre di spazi atti al rimessaggio delle vetture che vi prestavano servizio. La prima rimessa filoviaria dell'ATM fu pertanto un piccolo ex garage di pullman, in via Cusio, adiacente al primo capolinea della linea, situato appunto in piazza Spotorno. In previsione di un'ulteriore sviluppo della rete filoviaria, col relativo incremento del parco mezzi, nel 1935 venne acquisita l'ex rimessa della Società Anonima degli Omnibus di viale Brianza, in una posizione anch'essa strategica, trovandosi sia sul percorso della 81, sia a ridosso del futuro tracciato - inaugurato l'anno successivo delle linee 82 e CE.

Il Deposito Molise.

Il continuo ampliamento della rete filoviaria milanese e la continua ascesa del filobus spinsero ATM - che già aveva dovuto filoviarizzare nei primissimi anni quaranta anche il Deposito Salmini - a destinare nel 1943 alle filovie anche il Deposito Molise, in cui già in quegli anni erano stati ricoverati i nuovi filobus consegnati all'azienda. Nel 1943 pertanto il nuovo Deposito Zara, contrariamente a quanto programmato, venne destinato al rimessaggio degli autobus, mantenendo per i filobus soltanto l'officina generale.
Durante la guerra Salmini venne pesantemente colpito dai bombardamenti, contrariamente a Molise che ne uscì indenne, consentendo la progressiva ripresa dell'esercizio filoviario su un tronco della CE già a partire dal settembre 1945. Il completamento della circolare esterna e l'ulteriore crescita della rete filoviaria portarono nel 1959 all'apertura di un nuovo deposito, Novara, raccordato in piazzale Brescia alla circolare esterna con un doppio bifilare posato sulle vie Osoppo, Rembrandt e Novara. Il trasferimento a Molise dell'officina generale filoviaria a discapito di Zara, che mantenne solo quella automobilistica, portò ATM a destinare parte del nuovo Deposito Sarca (aperto dal 1968) al rimessaggio dei filobus. Venne pertanto posato un lungo raccordo su viale Sarca, via Arbe, via Taramelli fino in piazza Appio Claudio, sul tracciato della circolare esterna, e in via Keplero e via Nava fino a via Lario, su cui transitavano le linee 83 e MB. Dal 2 maggio 1972 la gestione delle linee 82, 83 e MB passò pertanto interamente a Sarca, con un'abbondante riduzione dei percorsi a vuoto per gli inserimenti in linea delle vetture; parallelamente anche alcune tabelle della 90, 91 e 92 vennero trasferite da Molise a Sarca.
Con la progressiva dismissione di alcune linee, già dall'autunno del 1977 Sarca non aveva più in dotazione vetture filoviarie: negli anni successivi si procedette pertanto alla rimozione del bifilare di raccordo e di servizio interno alla rimessa. Molise rimase pertanto il principale deposito filoviario della città, affiancato esclusivamente da Novara.
I depositi filoviari in funzione sono pertanto:
- Deposito Molise, viale Molise 60 - Milano (officine generali e rimessaggio)
- Deposito Novara, via Novara 41 - Milano (rimessaggio)